# Proevippa unicolor
Proevippa unicolor là một loài nhện trong họ Lycosidae.
Loài này thuộc chi Proevippa. Proevippa unicolor được Carl Friedrich Roewer miêu tả năm 1960.